# Cornelius XFG-1

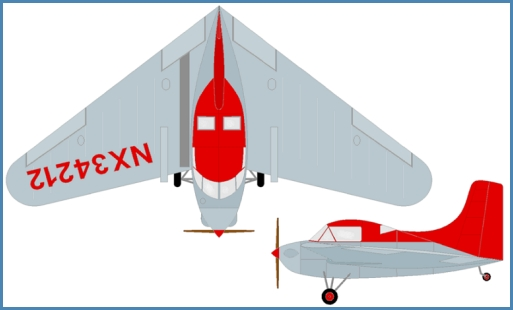
Cornelius Mallard

Die Cornelius XFG-1 war ein US-amerikanischer Militär-Kraftstoff-Lastensegler, der von George Cornelius in den 1940er Jahren entwickelt und bei der Cornelius Aircraft Company in Glendale, Kalifornien gebaut wurde. Das FG in seiner Bezeichnung stand für Fuel Glider und seine Rolle war es, nur Kraftstoff zu transportieren.

## Geschichte
Die XFG-1 wurde unter dem Projektcode MX-416 entwickelt und war ein aerodynamisch ungewöhnliches Flugzeug und ebenso für eine ungewöhnliche militärische Aufgabe bestimmt. Im Gegensatz zu anderen Lastsegelflugzeugen wie der Waco CG-4 konnte das Kraftstofftransport-Segelflugzeug durch moderne Bomber mit einer Fluggeschwindigkeit (engl. true airspeed, TAS) von 250 Meilen pro Stunde geschleppt werden.

## Beschreibung
Die XFG-1 ist ein Schulterdecker mit weit hinten am Rumpfende montierter vorgepfeilter Tragfläche und starrem gefederten Dreibeinfahrwerk. Die Zelle hatte ein geschlossenes herkömmliches Einzelsitzcockpit. Der Nurflügler hatte zwei Rumpftanks mit einem Fassungsvermögen von rund 2800 Liter. Die XFG-1 konnte sowohl Flugbenzin zu temporären Feldflugplätzen als auch Motorkraftstoff für militärische Fahrzeuge der Bodentruppen befördern.
Zwei Prototypen wurden auf der Basis des Nurflüglers Cornelius Mallard gebaut, mit denen in den Jahren 1944 und 1945 32 Flüge durchgeführt wurden. Die Besonderheit der gepfeilten Tragflächen bestand in der Einstellmöglichkeit des Pfeilungswinkels, was jedoch nur vor dem Flug am Boden möglich war. Es gab zwei Varianten zur Flügeleinstellung mit 3˚ und 7˚ Vorwärtspfeilung. An der linken Seite des Rumpfes war ein Ausleger mit einem Propeller-Generator montiert, der durch den Fahrtwind die Bordelektronik mit Strom versorgte. Die Standardinstrumente der XFG-1 waren Magnetkompass, Höhenmesser, Fahrtmesser, Variometer, Kugellibelle und ein Funkgerät.

## Technische Daten
- Besatzung: 1 Pilot
- Länge: 8,92 m
- Spannweite: 16,46 m